# Albéric de Vere
Albéric de Vere (ou Aubrey) († vers 1112), est un noble, probablement anglo-breton, installé en Angleterre après la conquête normande de l'Angleterre (1066-69). Il est un petit vassal direct du roi d'Angleterre Guillaume le Conquérant, mais aussi un vassal de l'évêque de Coutances Geoffroy de Montbray et d’Alain le Roux.

## Origines
Les origines d’Albéric sont obscures. Pour la médiéviste américaine RaGena C. DeAragon, la famille est originaire de Ver (Manche), au sud de Coutances,. Pour la médiéviste britannique Katharine Keats-Rohan, la famille est probablement originaire du hameau de Vair (aujourd'hui dans la commune d’Anetz) dans le Nantais. Pour elle, il existe de nombreuses preuves d'une origine bretonne et plusieurs liens avérés avec des hommes du Nantais. La preuve la plus flagrante serait la fondation, par leur fils Aubrey, du prieuré de Hatfield Broad Oak (Essex) comme dépendance de l'abbaye Saint-Melaine de Rennes. En effet, des recherches historiques ont montré que le culte de Saint Melaine n'avait jamais été pratiqué dans la péninsule du Cotentin. Il serait donc improbable que les Vere soit originaires du Cotentin.
C'est à tort que les antiquaires de l'époque moderne ont fait remonter la généalogie des Vere à Charlemagne par des comtes de Flandre ou de Guînes, car leurs liens avec la terre de Guînes en Flandre sont tardifs et éphémères : ils ne remontent qu'au mariage stérile du petit-fils d'Albéric, Aubrey de Vere, 1er comte d'Oxford, avec l'héritière du comté de Guînes, Béatrix de Bourbourg (vers le premier tiers du XIIe siècle).

## Biographie
L'usage fréquent du prénom Albéric (> Aubry, Aubrey) en Angleterre rend incertain le rapprochement d'Albéric de Vere avec d'autres Albéric de son époque. Actif dans le Berkshire, il est possible qu'il ait été justiciar ou shérif de ce comté au début du règne d'Henri Ier (1100-1135).
Il est rarement mentionné en Angleterre avant 1100, et il est donc probable qu'il était en Bretagne avant cette date. Il est à noter que sa femme, Béatrice, figure comme vassale de son plein droit dans le Domesday Book.
Les revenus annuels générés par les terres qu’Albéric tient de Guillaume le Conquérant sont estimées par l'historien W. J. Corbett à environ 300 livres sterling (au cours de 1920), ce qui le place dans la moyenne des barons en termes de richesse foncière.
Albéric et sa femme sont des bienfaiteurs de l'abbaye d'Abingdon. À la mémoire de leur fils Geoffroy, soigné un temps à l'abbaye avant de décéder, ils fondent le prieuré de Colne (Essex), une dépendance de l'abbaye avec des terres dont ils font donation. Albéric est inhumé dans ce prieuré, vers 1112. Aubrey II de Vere succède à son père à la tête de la baronnie de Castle Hedingham, constituée de 29 seigneuries situées principalement dans les comtés de l'est de l'Angleterre.

## Fiefs
D'après le Domesday Book (1086), les principaux fiefs détenus par Albéric de Vere étaient :
- En Essex, Castle Hedingham, la terre de Beauchamp [Walter], Great Bentley, Great Canfield, Earls Colne, [White] Colne, et Dovercourt ;
- dans le Suffolk, Aldham, Belstead, Lavenham, et Waldingfield;
- dans le Cambridgeshire, Castle Camps, Hildersham, Silverley, and Wilbraham.

Il possédait des maisons et des fermes à Colchester. comme vassal de l’évêque Geoffroy de Montbray, il possédait Kensington dans le Middlesex ; Scaldwell et Wadenhoe dans le Northamptonshire. Au sein de la baronnie d'Alain le Roux (l'honneur de Richmond), il détenait les manoirs de Beauchamp Roding, Canfield, et de West Wickham dans l'Essex. Sa femme était vassale, de son plein droit, de l'évêque Odon de Bayeux pour la terre d'Aldham. Les témoins entendus lors de la compilation du Domesday l'accusent d'empiètements sur la terre de Little Maplestead (Essex). Les confiscations ou appropriations douteuses exercées par Albéric concernent, elles, Manuden (Essex) ; Great Hemingford (Huntingdonshire) et Swaffham (Cambridgeshire).

## Mariage et descendance
En 1086, il est déjà marié à Béatrice, d'origine inconnue. Ensemble, ils ont pour descendance connue :
- Aubrey, qui succède à son père ;
- Geoffroy, William, Robert et Roger.

et possiblement :
- une fille inconnue, mère de Richard de Camville.